# XOsmuntonia
xOsmuntonia, hibridni rod (notogenus) pravih paprati iz porodice Osmundaceae. 
Postoje dvije hibridne vrste, jedna iz japana, i jedna iz SAD-a.

## Vrste
1. xOsmuntonia ×nipponica (Makino) Hong M.Liu, Schuettp. & H.Schneid.
2. xOsmuntonia ×ruggii (R.M.Tryon) Hong M.Liu, Schuettp. & H.Schneid.; formula: Osmundastrum claytonianum x Osmunda regalis var. spectabilis